# Мадонна Халлер
«Мадонна Халлер» — картина Альбрехта Дюрера, написанная им в 1496—1499 гг. С 1952 года находится в Национальной галерее искусств в Вашингтоне. На обороте картины также находится полная картина Дюрера под названием «Лот и его дочери».

## Описание
На аверсе картины «Мадонна Халлер» изображены Мария и атлетически сложенный, худощавый Иисус, из окна которого открывается вид вдаль. Композиция картины похожа на работы Джованни Беллини, которые Дюрер видел во время своего первого пребывания в Венеции (1494—1495 гг.).
В нижних углах расположены гербы, представляющие известные семьи из родного города Дюрера — Нюрнберга. Левый герб принадлежит патрицианскому роду Халлер фон Халлерштайн, а правый (формально — знак каменщика) символизирует семью Кобергеров, принадлежавшую к ремесленному сословию. Поэтому было высказано предположение, что картина была написана по заказу Вольфа Халлера и его жены Урсулы Кобергер, вероятно, для личного почитания. Дочь печатника Антона Кобергера (издателя знаменитой «Нюрнбергской хроники», памятника инкунабулы) вышла замуж за молодого дворянина в 1491 году. Антон Кобергер был крёстным отцом Дюрера, возможно, он заказал картину в качестве подарка для своей дочери, ставшей частью патрициата. Вольф Халлер сначала поступил на службу к своему тестю в качестве помощника и разъездного торговца, но через несколько лет рассорился с ним и бежал в Вену, где и умер в 1505 году.
В середине XX века работа принадлежала коллекции Тиссена-Борнемисы в Лугано. Когда картина была продана на антикварном рынке, её авторство приписывали Беллини, но позже, благодаря стилю пейзажа и позе ребенка, характерному для североевропейской живописи, её стали атрибутировать немецкому художнику. Ребенок держит плод — символ первородного греха; красная подкладка подушки, а также кисточки, возможно, символизируют кровь Страстей Христовых.

### «Лот и его дочери»

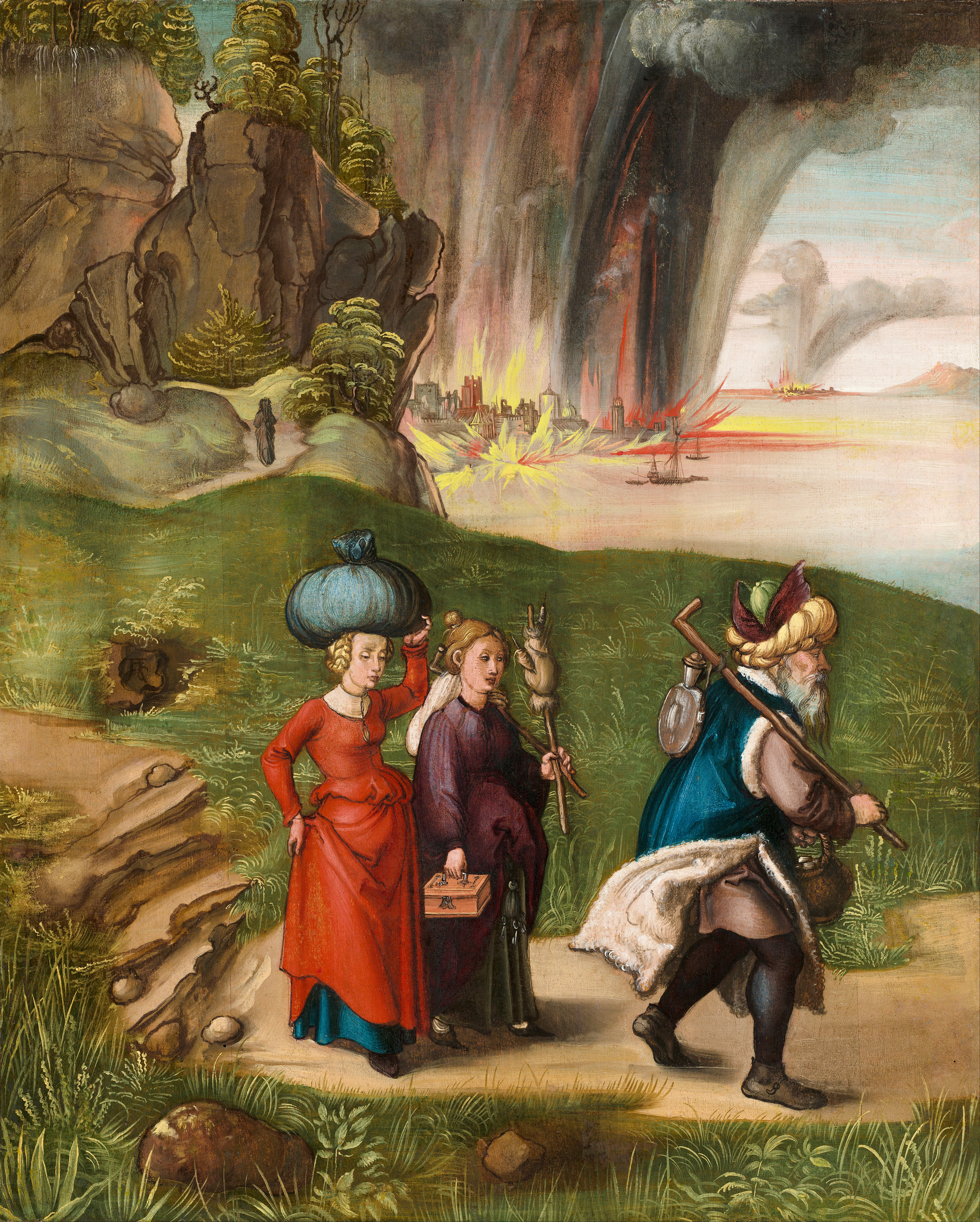
«Лот и его дочери», оборотная сторона панно

На оборотной стороне картины также изображена картина, известная под названием «Лот и его дочери» и представляющая собой библейскую сцену бегства Лота из Содома. Она включает в себя пейзаж и морской пейзаж с огненными всполохами на заднем плане. Поскольку две сцены на обеих сторонах картины не связаны между собой, было высказано предположение, что эти картины предназначены для частного почитания, каждая из которых изображает один пример праведной жизни и Божьей милости. Согласно другой интерпретации, панно первоначально было частью диптиха, на котором изображён также заказчик, причём Лот и его дети находятся на левой панели.